# Загибель Чорного консула
«Загибель Чорного консула» — радянський кольоровий художній фільм режисера Каміля Ярматова, знятий в 1970 році на кіностудії «Узбекфільм». Фільм завершує історико-революційну трилогію Каміля Ярматова (перші дві картини — «Буря над Азією» і «Вершники революції»). Азнавур-палван з'являється ще у другій частині, але в третій він стає самостійним персонажем. У другій частині з'являється чекіст Трофімов. Прем'єра фільму відбулася 15 березня 1971 року.

## Сюжет
Перша сцена фільму відбувається на переповненій біженцями залізничній станції в Кагані, де «вершник революції» Азнавур в будьонівці отримує завдання товариша Трофімова зупинити «змову молодобухарців», щоб уникнути терору з боку бухарського еміра, прозваного «чорним консулом». Також він дізнається про безчинства сарбазів еміра і про різанину в Чарджоу. У наступній сцені на перевалі молоді люди в білих чалмах готуються вбити еміра. Один з них, Камал Убейдулла, критикує терор, але щоб не бути звинуваченим в боягузтві, він особисто має намір вбити тирана з рушниці. Камала зупиняє переодягнений в дехкана Азнавур. Емір дарує своєму рятівникові годинник, а молодобухарець потрапляє в підземеллі.
В Бухару прибуває караван зі зброєю полковника Красовського. Однак емір журиться щодо «режиму комуністів» поблизу своїх ворогів. Емір влаштовує публічну екзекуцію заколотників, серед яких вчитель і лікар. Один з гідністю приймає смерть через повішення, а інший благає пощади. Страта викликає сум'яття в натовпі і емір наказує розігнати людей за допомогою пострілів. Азнавур вирішує врятувати Камала і приходить вночі зі зброєю до начальника поліції Бухари Худояра Пансада. Той впізнає в ньому чекіста, але Азнавур каже, що «дід його прадіда» служив у Тамерлана. Азнавур переконує Пансада відпустити двох в'язнів і бігти від еміра, дні якого полічені. Один із в'язнів Камал, а інший Махмуд Буді, який опинився таємним агентом еміра. Камал отримує завдання від антиемірського підпілля доставити лист товаришеві Леніну. Полковник Красовський дає завдання Махмуду Буді перехопити лист, а Камала і Худояра Пансада вбити як зрадників. Махмуд Буді частково виконує завдання, але Камал здобуває над ним верх і скидає з поїзда, що йде в Ташкент.
Емір і полковник Красовський грають в більярд в палаці, розмірковуючи про причини загибелі Російської імперії. Емір звертає увагу, що при всьому залишається генералом російської армії. У Бухарському еміраті зріє народне повстання під керівництвом Мірзо Рахматулло. Але командарм Фрунзе звертається до вождів повстання почекати з наступом на Бухару і щоб уникнути втрат еміру пред'являється ультиматум. Серед парламентарів опиняються Азнавур і Камал, який тепер переконаний в необхідності союзу з Росією. Емір відхиляє ультиматум, а парламентарів наказує розстріляти. Починається Бухарська операція. Емір наказує пустити вперед жінок і дітей, але аероплани Червоної Армії змушують сарбазів тікати. Бачачи міць Червоної Армії і слабкість своїх прихильників «чорний консул» залишає Бухару. Махмуд Буді призначений намісником міста, але у нього немає ніяких ресурсів. Його переповнює відчай, який переходить у ненависть до всього. Тут, у дворі порожньої мечеті захопленого міста, одноокого Махмуда Буді знаходять червоноармійці. Командир Трофімов говорить, що Бог на їхньому боці.
Фрунзе телеграфує в Москву про падіння Бухари.

## У ролях
- Шукур Бурханов — Азнавур-палван (дублює Михайло Кузнецов)
- Шухрат Іргашев — Камал Убайдулла (дублює В'ячеслав Тихонов)
- Роман Хомятов — М. В. Фрунзе
- Закір Мухамеджанов — Мірзо Рахматулло (дублює Олексій Алексєєв)
- Юрій Дедович — Іван Трофімов
- Владислав Ковальков — Красовський, полковник (дублює Олександр Бєлявський)
- Якуб Ахмедов — Сеїд Алім-хан, емір Бухари (дублює В'ячеслав Шалевич)
- Хамза Умаров — Махмуд Буді, агент еміра (дублює Володимир Балашов)
- Аббас Бакіров — Худояр Пансад, начальник таємної поліції еміра (дублює Яків Бєлєнький)
- Борислав Брондуков — червоноармієць Брондуков
- Вахаб Абдуллаєв — епізод
- Олексій Розанцев — начальник штабу військ еміра
- Ульмас Аліходжаєв — молодобухарець
- Євген Сегеді — епізод
- Туган Режаметов — Мірза, молодобухарець
- Улугбек Абдуллаєв — епізод
- Шералі Пулатов — епізод
- Рауф Балтаєв — епізод
- Віталій Леонов — Бородєєв, червоноармієць «Бородулін» (немає в титрах)
- Федір Котельников — червоноармієць (немає в титрах)

## Знімальна група
- Режисер-постановник: Каміль Ярматов
- Автор сценарію: Михайло Мелкумов, Каміль Ярматов
- Оператор: Мирон Пенсон
- Другий оператор: Е. Агзамов
- Художник-постановник: Євген Пушин
- Режисер: Е. Хачатуров
- Композитор: Ікрам Акбаров
- Звукооператор: Д. Ахмедов
- Художник по гриму: Є. Гаспарян
- Художник по костюмам: Р. Сулейманов
- Художник-декоратор: Е. Аванесов
- Майстер-піротехнік: Ф. Тюмєнєв
- Монтажер: М. Макарова
- Комбіновані зйомки: М. Пономарьов, Х. Рашитов
- Асистент режисера: С. Шамшаров
- Редактор: К. Дімова
- Військовий консультант: С. Бєлоножко
- Оркестр Головного управління Держкомітету по кінематографії СРСР
- Диригент: Д. Штільман
- Директор фільму: Ю. Рашрагович